# Cerkiew św. Dymitra w Caryńskiem
Cerkiew św. Dymitra w Caryńskiem – nieistniejąca drewniana parafialna cerkiew greckokatolicka, która znajdowała się w miejscowości Caryńskie w gminie Lutowiska, w powiecie bieszczadzkim województwa podkarpackiego.
Cerkiew zbudowano w 1775 lub 1778, odnowiona w 1894 i powtórnie poświęcona w 1897. Była to typowa cerkiew bojkowska z brogowym, dwukrotnie łamanym dachem nad każdą częścią. Obok stała drewniana dzwonnica, wzniesiona na planie kwadratu, konstrukcji zrębowo-szkieletowej nakryta dachem brogowym. Cerkiew i dzwonnicę spalono w 1946. Zachowały się pozostałości podmurówki. 